# Arles-sur-Tech
Arles-sur-Tech é uma comuna francesa na região administrativa da Occitânia, no departamento dos Pirenéus Orientais. Estende-se por uma área de 28.82 km², com 2.698 habitantes, segundo o censo de 2018, com uma densidade de 94 hab/km².